# Zane Waddell
Zane Waddell (Bloemfontein, 18 marzo 1998) è un ex nuotatore sudafricano, specializzato nel dorso.

## Carriera
Nel 2017 ha partecipato ai Mondiali di nuoto di Budapest.
Nel 2019, nel corso della XXX Universiade, ha vinto l'oro ex aequo nei 50 m dorso (24"48).
Nel 2019 ha partecipato ai Mondiali di nuoto di Gwangju, dove si è laureato campione del mondo nei 50 m dorso (24"43).

## Palmarès
- Mondiali

Gwangju 2019: oro nei 50 m dorso.
- Universiade

Napoli 2019: oro nei 50 m dorso.

## International Swimming League
| Stagione 2019 | Stagione 2020 |
| ------------- | ------------- |
| LA Current    | LA Current    |